# ویتالین (مشاور)
ویتالیان ( لاتین: Flavius Vitalianus   , یونانی: Βιταλιανός  ; درگذشت ۵۲۰) ژنرال امپراتوری بیزانس بود. او که بومی موئسیا در شمال بالکان بود و احتمالاً از تبار مختلط رومی و گوتی یا بربر سکایی بود، به دنبال پدرش وارد ارتش امپراتوری شد و تا سال ۵۱۳ به یک فرمانده ارشد در تراکیه تبدیل شد.
در آن سال او علیه امپراطور آناستاسیوس اول (حکومت ۴۹۱–۵۱۸)، که سختگیری مالی و ترویج میافیزیتیسم به طور گسترده‌ای محبوبیت نداشت، شورش کرد و به ویتالین اجازه داد تا به سرعت بخش بزرگی از ارتش و مردم تراکیه را به نفع خود جلب کند. ویتالین پس از کسب یک سری پیروزی بر ارتش‌های وفادار، خود قسطنطنیه را تهدید کرد و آناستاسیوس را مجبور کرد که رسماً از پذیرش میافیزیتیسم در تابستان ۵۱۵ صرف نظر کند. اما اندکی پس از آن، چون آناستاسیوس برخی از شروط قرارداد را رعایت نکرد، ویتالین به قسطنطنیه لشکر کشید، اما به طور قاطع توسط دریاسالار آناستاسیوس، مارینوس ، شکست خورد.
ویتالین به زادگاهش تراکیه گریخت و تا زمان مرگ آناستازیوس در سال ۵۱۸ مخفی ماند. او به عنوان یک مروج سرسخت ارتدوکس کلسدونی ، توسط امپراتور جدید ژوستین اول (ح. 518–527) مورد عفو قرار گرفت و درگیر مذاکرات با پاپ برای پایان دادن به انشعابات آکاسی بود. او برای سال ۵۲۰ کنسول نامیده شد، اما اندکی پس از آن احتمالاً به دستور برادرزاده و وارث ظاهری جاستین، ژوستینیانوس (۵۲۷-۵۶۵)، که در او رقیب بالقوه‌ای برای تاج و تخت می‌دید، به قتل رسید. پسران او نیز در ارتش روم شرقی ژنرال شدند.

## زندگینامه

### ریشه و خانواده
ویتالیان در زالداپا در موئسیای پایین (معمولاً با آبریت مدرن در شمال شرقی بلغارستان شناخته می‌شود) به دنیا آمد.  در منابع بیزانسی او را « گوت » یا « سکایی » می نامند. از آنجایی که مادر ویتالیان خواهر مقدونیوس دوم ، پدرسالار قسطنطنیه در سال‌های ۴۹۶–۵۱۱ بود، این امر به ازدواج مختلط و منشأ بربری احتمالی پدرش، پاتریسیولوس اشاره می‌کند.   از سوی دیگر، ادعای «گوت» بودن وی بر اساس یک منبع سریانی است و امروزه مشکوک به حساب می آید.  به همین ترتیب، برچسب "سکایی" که معمولاً توسط برخی از نویسندگان معاصر به او می‌گویند، قطعی نیست، زیرا اصطلاح "سکایی" می‌تواند به معنای ساکن سکایی صغیر یا به سادگی، در زبان کلاسیک رایج در متون بیزانسی، کسی باشد. از حواشی شمال شرقی جهان یونانی-رومی، با مرکزیت دریای مدیترانه ؛ این اصطلاح معنای گسترده ای داشت و فاقد ویژگی های قومی روشن بود.  علاوه بر این، از آنجایی که هیچ یک از « راهبان سکاها »، که به نظر می رسد ویتالیان و اعضای خانواده اش با آنها نسبت خویشاوندی داشته اند، هیچ گونه خویشاوندی، از نظر خونی یا معنوی، با گوت های آرین که در آن زمان بر ایتالیا حکومت می کردند، ابراز نکردند. منشا ویتالیان مشکوک است.  منشأ پاتریسیولوس هر چه بود، نام او لاتین بود، در حالی که از پسران خود ویتالیان، ژنرال‌های بوز و کوتز نام‌های تراسیایی و ونیلوس نامی گوتیک داشتند. برادرزاده‌اش، جان بعدها نیز در جنگ‌ها علیه استروگوت‌های ایتالیا به ژنرال برجسته‌ای تبدیل شد.  

### شورش علیه آناستاسیوس

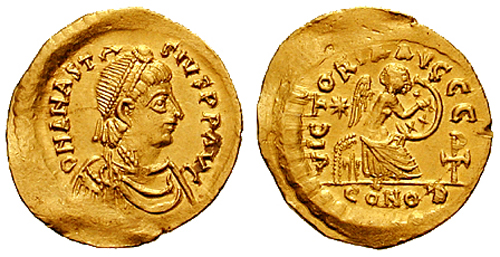
نیمه طلای امپراتور آناستاسیوس اول (ح. ۴۹۱–۵۱۸).

از ویتالیان برای اولین بار در سال ۵۰۳ نام برده می‌شود، زمانی که پدرش را در جنگ آناستازیان علیه ایرانیان همراهی کرد.  در سال ۵۱۳ او در تراکیه ترفیع درجه گرفت